# Apostolisch vicariaat Zuid-Arabië
Het Apostolisch Vicariaat Zuid-Arabië (Vicariatus Apostolicus Arabiæ Meridionalis; Arabisch: الروم الكاثوليك النيابة الرسولية لجنوب شبه الجزيرة العربية) is een apostolisch vicariaat van de Rooms-Katholieke Kerk met hoofdzetel in Abu Dhabi. Dit vicariaat omvat Jemen, Oman en de Verenigde Arabische Emiraten. Er leefden in 2015 ongeveer 942.000 katholieken in het vicariaat.
De overste van het vicariaat is Paolo Martinelli OFM Cap.
Apostolisch nuntius voor Oman is sinds 22 mei 2023 aartsbisschop Nicolas Thévenin, die tevens apostolisch nuntius is voor Egypte.
Apostolisch nuntius voor de Verenigde Arabische Emiraten is sinds 3 januari 2023 aartsbisschop Christophe Zakhia El-Kassis, die tevens sinds 22 juli 2024 nuntius is voor Jemen.